# Comuna Mali Bubnî, Romnî
Mali Bubnî (în ucraineană Малі Бубни) este o comună în raionul Romnî, regiunea Sumî, Ucraina, formată din satele Bațmanî și Mali Bubnî (reședința).

## Demografie
Componența lingvistică a comunei Mali Bubnî
     Ucraineană (97,34%)
     Rusă (1,58%)
     Alte limbi (1,09%)
Conform recensământului din 2001, majoritatea populației comunei Mali Bubnî era vorbitoare de ucraineană (97,34%), existând în minoritate și vorbitori de rusă (1,58%).